# Jared Tallent

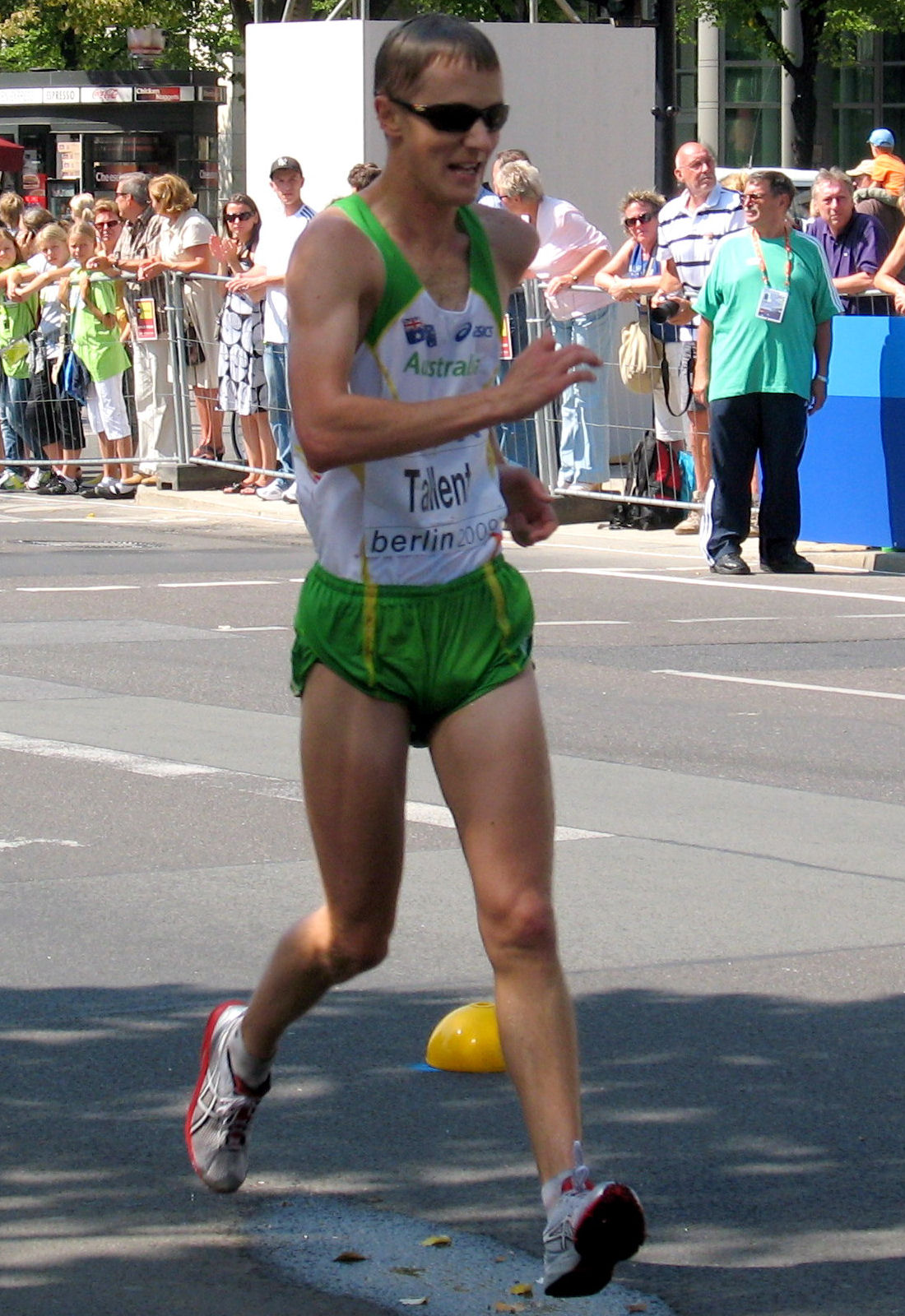
Jared Tallent (2009)

Jared Tallent (* 17. Oktober 1984 in Ballarat) ist ein ehemaliger australischer Geher.

## Wirken
Bei den Leichtathletik-Weltmeisterschaften 2005 belegte er den 18. Platz im 20-km-Gehen. Über dieselbe Distanz gewann er bei den Commonwealth Games 2006 in Melbourne die Bronzemedaille.
2008 stellte er mit 1:19:41 h seine Bestzeit über 20 km auf und erzielte seine bislang größten Erfolge, als er bei den Olympischen Spielen in Peking, nur eine Sekunde langsamer, die Bronzemedaille über 20 km sowie die Silbermedaille über 50 km gewann.
2010 gewann Tallent bei den Commonwealth Games die Goldmedaille über 20 km. Bei den Weltmeisterschaften 2011 in Daegu belegte er nach der Überführung des russischen Dopingsünders Sergei Bakulin den zweiten Platz im 50-km-Gehen. In London triumphierte er bei den Olympischen Spielen 2012 über 50 km und wurde Olympiasieger. Dabei stellte er mit 3:36:53 h eine persönliche Bestleistung auf. Dem ursprünglich als Sieger geführten Russen Sergei Kirdjapkin wurde der Titelgewinn nachträglich wegen Dopings aberkannt. Am 17. Juni 2016 konnte Tallent die Goldmedaille entgegennehmen. Bei den Weltmeisterschaften 2015 in Peking gewann er die Silbermedaille über 50 km.
Anfang April 2021 gab Tallent sein Karriereende bekannt.

## Leben
Jared Tallent ist 1,78 m groß und wiegt 60 kg. Er studiert an der University of Canberra mit dem Ziel, Sportlehrer zu werden. 2008 heiratete Tallent die australische Geherin Claire Woods.